# ارشد سنا
ارشد سنا (به لاتین: Princeps Senatus) نخستین و مقدم‌ترین عضو سنای روم بود. وی سخنران رسمی سنا بود و حق داشت اول از همه رأی دهد و بر رأی دیگر اعضای سنا نیز تأثیر گذارَد. او نه بر اساس تولد (وراثت) و نه سن و سال یا خدمات سیاسی‌اش، بلکه صرفاً بر پایه شخصیّت خود که دارای فضایل اخلاقی والا بود انتخاب می‌شد.
ارشدیت سنا منصبی مادام‌العمر نبود. او هر پنج سال از سوی دو کنسور انتخاب می‌شد. گقتنی است که یک کنسور می‌توانست ارشد سنای قبلی را برای پنج سال دیگر ابقا کند. او می‌بایست یک پاتریسی می‌بود. در هر مورد این منصب دارای اقتدار قابل‌توجهی بود.
این مقام در نیمه اول قرن سوم قبل از میلاد خلق شد و اهمیتش را برای دو قرن حفظ کرد ارشد سنا در خیلی از مواقع معروف ترین سیاستمدار روم بود مانند اسکیپیو افریکانوس این مقام اهمیتش را بعد از دیکتاتوری سولا به جز مدت کوتاهی زیر نظر سیسرو از دست داد . 
با تأسیس امپراتوری روم در سده اول پیش از میلاد، امپراتور روم طبیعتاً فرد مقدم سنا بود. اکتاویانوس آگوستوس هنگامی‌که برای اولین‌بار منصب کنسوری را در ۲۸ قبل از میلاد عهده‌دار شد، خود را «ارشد سنا» نامید.
با وجود آن‌که مقام ارشدیت سنا در سلسله مناصب گنجانیده نشده‌بود و از ایمپریوم (اقتدار عالیه) برخوردار نبود امّا اعتبار و احترام بالایی برای سناتوری که صاحب این عنوان بود را به همراه داشت.

## لیست ارشدهای سنا در دوران جمهوری
- ۲۶۵ یا ۲۵۸ ق. م ـ کوینتوس فابیوس ماکسیموس گورگس
- ۲۲۰ ق. م ـ لوکیوس کورنلیوس لنتولوس کاودینوس
- ۲۱۴ ق. م ـ مارکوس فابیوس بوتئو
- ۲۰۹ ق. م ـ کوینتوس فابیوس ماکسیموس
- ۱۹۹ ق. م ـ پوبلیوس کورنلیوس شیپیو آفریکانوس
- ۱۸۴ ق. م ـ لوکیوس والریوس فلاکوس
- ۱۷۹ ق. م ـ مارکوس امیلیوس لپیدوس
- ۱۴۷ ق. م ـ پوبلیوس کورنلیوس شیپیو ناسیکا کورکولوم
- ۱۴۲ ق. م ـ پوبلیوس کورنلیوس شیپیو ناسیکا کورکولوم
- ۱۳۶ ق. م ـ آپیوس کلاودیوس پولکر
- ۱۳۱ ق. م ـ لوکیوس کورنلیوس لنتولوس لوپوس
- ۱۲۵ ق. م ـ پوبلیوس کورنلیوس لنتولوس
- ۱۱۵ ق. م ـ مارکوس امیلیوس اسکاوروس
- ۸۶ ق. م ـ لوکیوس والریوس فلاکوس
- ۷۰ ق. م ـ مارکوس امیلیوس لپیدوس لیویانوس
- ۴۳ ق. م ـ مارکوس تولیوس سیسرو (اصل و نسب پاتریسی نداشت)
- ۲۸ ق. م ـ آگوستوس